# Ikonosztáz

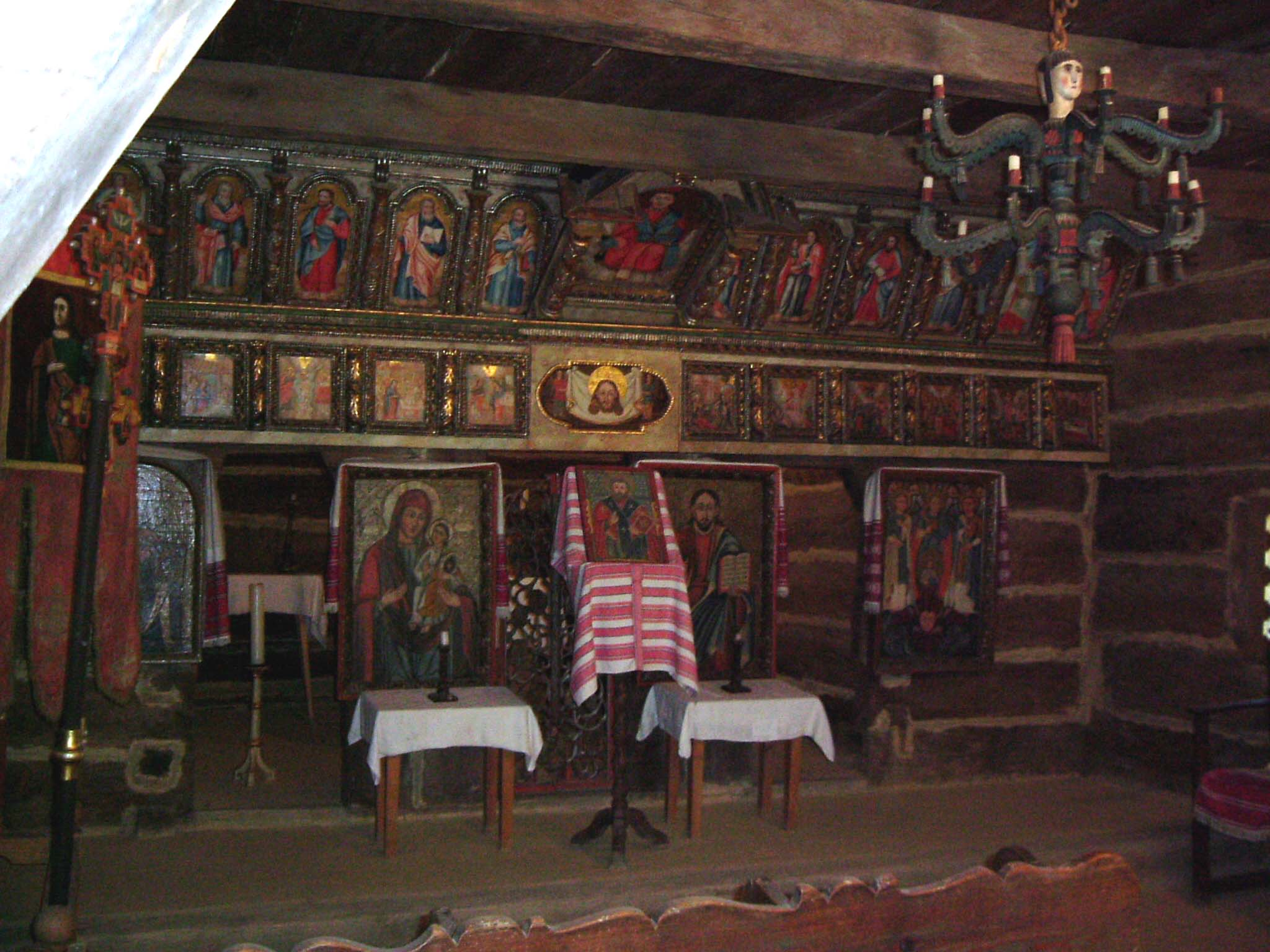
Ikonosztáz Mándokról

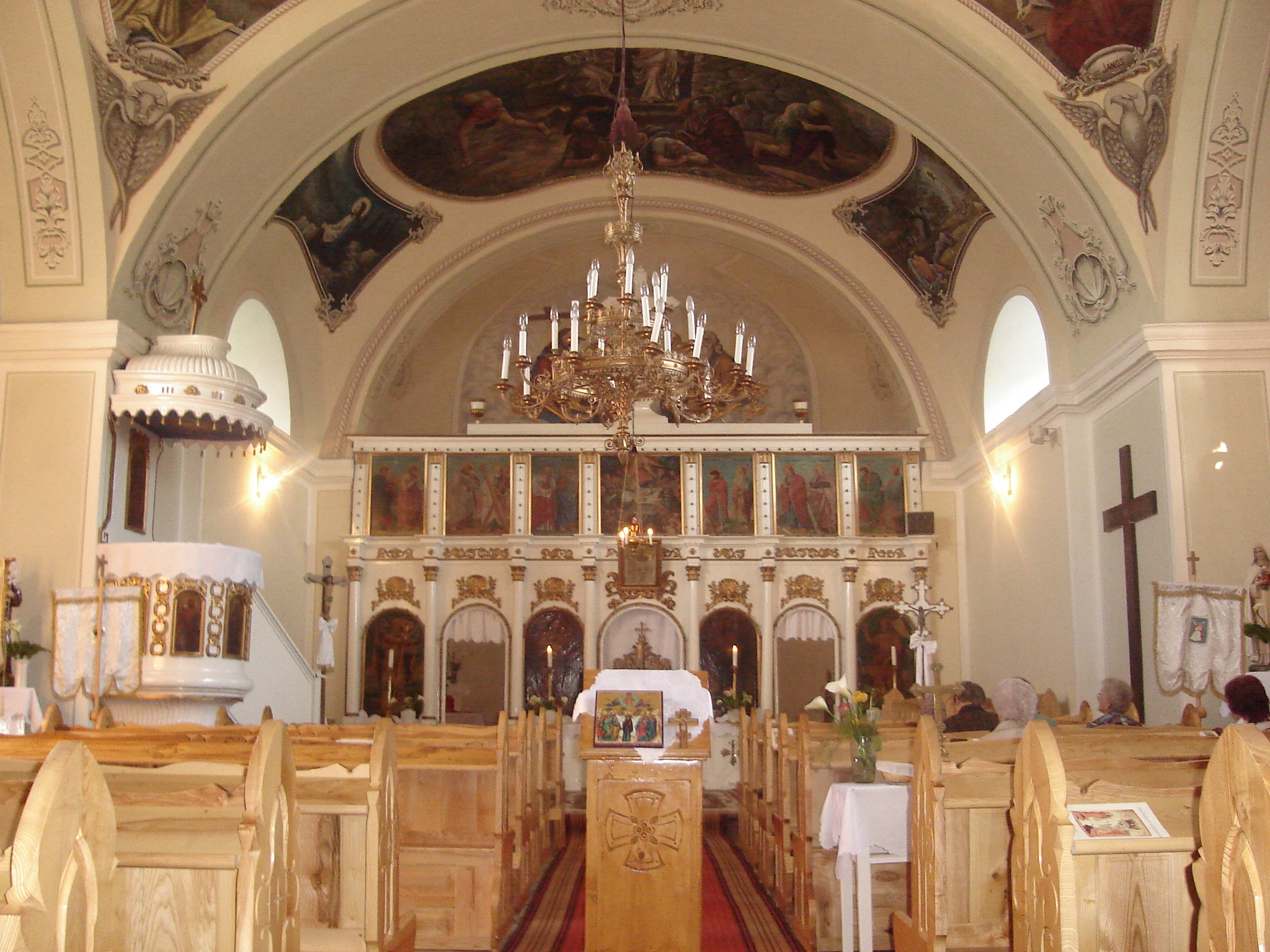
A tiszaújlaki görögkatolikus templom ikonosztáza.

Az ikonosztáz (vagy ikonosztázion) a görögkeleti (más néven ortodox), görögkatolikus, illetve más keleti katolikus egyházak templomainak a templomszentélyt a templomhajótól elválasztó, képekkel ellátott fala.

## Görögországban
Görögország ortodox templomaiban az alacsonyabb, márványból készült ikonosztázion a jellemző.
Az ikonosztázionon hagyományosan három kapu található, a középső, kétszárnyú kapu a Királyi kapu, a szélsők a diakónusi kapuk, melyeken keresztül a pap és segítői beléphetnek a szentélybe.

## Magyarországon
Magyarországon a görögkatolikus templomok elterjedési időszakából kifolyólag elsősorban a barokk stílusú, faragott, padlótól mennyezetig érő ikonosztázion a jellemző.